# Кайтанівська сільська рада
Кайта́нівська сільська́ ра́да —колишня  адміністративно-територіальна одиниця та орган місцевого самоврядування в Катеринопільському районі Черкаської області. Адміністративний центр — село Кайтанівка.

## Загальні відомості
- Населення ради: 717 осіб (станом на 2001 рік)

## Історія
05.02.1965 Указом Президії Верховної Ради Української РСР передано сільради: Вербовецьку, Гончариську та Кайтанівську Шполянського району — до складу Звенигородського району.

## Населені пункти
Сільській раді були підпорядковані населені пункти:
- с. Кайтанівка

## Склад ради
Рада складалася з 12 депутатів та голови.
- Голова ради: Шевченко Тетяна Мефодіївна
- Секретар ради: Приблуда Ольга Петрівна

### Керівний склад попередніх скликань
| Прізвище, ім'я, по батькові | Основні відомості                                                               | Дата обрання | Дата звільнення |
| --------------------------- | ------------------------------------------------------------------------------- | ------------ | --------------- |
| Пожар Володимир Семенович   | Сільський голова, 1956 року народження, член Народної партії                    | 26.03.2006   | 31.10.2010      |
| Шевченко Тетяна Мефодіївна  | Сільський голова, 1973 року народження, освіта середня спеціальна, позапартійна | 15.05.2011   |                 |

Примітка: таблиця складена за даними сайту Верховної Ради України

### Депутати
За результатами місцевих виборів 2010 року депутатами ради стали:

#### За суб'єктами висування
| Суб'єкт висування | Кількість обраних депутатів | %   |
| ----------------- | --------------------------- | --- |
| Самовисування     | 12                          | 100 |

#### За округами
| № округу | Прізвище, ім'я, по батькові    | Дата визнання обраним | Освіта  | Партійна приналежність | Відомості про обраного депутата                         |
| -------- | ------------------------------ | --------------------- | ------- | ---------------------- | ------------------------------------------------------- |
| 1        | Приблуда Ольга Петрівна        | 01.11.2010            | середня | позапартійна           | Кайтанівськасільськарада, секретар                      |
| 2        | Шведова Олександра Вікторівна  | 01.11.2010            | середня | позапартійна           | домогосподарка                                          |
| 3        | Приблуда Віктор Андрійович     | 01.11.2010            | середня | позапартійний          | Кайтанівський фельдшерсько-акушерський пункт, завідувач |
| 4        | Склярук Володимир Михайлович   | 01.11.2010            | середня | позапартійний          | пенсіонер                                               |
| 5        | Глущенко Володимир Миколайович | 01.11.2010            | середня | позапартійний          | СТОВ ЗК ХОРС, охоронник                                 |
| 6        | Глущенко Наталія Миколаївна    | 01.11.2010            | середня | позапартійна           | Кайтанівський дитячий садок, вихователь                 |
| 7        | Жовнір Надія Миколаївна        | 14.08.2011            | середня | член Партії регіонів   | Управління соцзахисту населення, соціальний працівник   |
| 8        | Прядко Лариса Михайлівна       | 01.11.2010            | середня | позапартійна           | Кайтанівська загальноосвітня школа, вчитель             |
| 9        | Сніцаренко Лідія Іванівна      | 01.11.2010            | середня | позапартійна           | Кайтанівський фельдшерсько-акушерський пункт, акушер    |
| 10       | Шевченко Галина Федорівна      | 01.11.2010            | середня | позапартійна           | тимчасово не працює                                     |
| 11       | Поліщук Анатолій Іванович      | 01.11.2010            | середня | позапартійний          | СТОВ ЗК ХОРС, охоронник                                 |
| 12       | Семененко Лариса Павлівна      | 01.11.2010            | середня | позапартійна           | тимчасово не працює                                     |